# Jordi Sans
Jordi Sans Juan, född 3 augusti 1965 i Barcelona, är en spansk vattenpolospelare. Han ingick i Spaniens landslag vid olympiska sommarspelen 1984, 1988, 1992, 1996 och 2000.
Jordi Sans tog OS-silver i den olympiska vattenpoloturneringen i Barcelona och OS-guld i den olympiska vattenpoloturneringen i Atlanta. Han tog VM-guld för Spanien i samband med världsmästerskapen i simsport 1998 i Perth.